# 박경림
박경림(朴京林, 1978년 12월 8일 ~ )은  대한민국의 방송인, 가수이다. 2018년 데뷔 20주년을 맞아 창작집단 위드림컴퍼니를 설립했다.

## 학력
- 서울신도초등학교 (졸업)
- 예일여자중학교 (졸업)
- 동명여자고등학교 (졸업)
- 동덕여자대학교 방송연예학과 (졸업)
- 숭실대학교 대학원 프라이빗뱅킹학과 (졸업)

## 연예/방송 활동

### 방송 중인 작품
- TV조선 《조선의 사랑꾼》
- tvN 《어쩌다 사장3》

### 종영된 작품
- KBS2 《가족오락관》 게스트
- KBS2 《TV는 사랑을 싣고》 게스트
- MBC 《강력추천토요일》 - 깨워줘서 고마워 / 키워줘서 고마워
- TV조선 《박경림의 무비&컬처 레드카펫》
- JTBC 《힘쎈여자 도봉순 커밍순》
- MBN 《속풀이쇼 동치미》
- KBS2 《가족의 품격 풀하우스》
- 채널A 《광화문 콘서트》
- JTBC 《수상한 미용실 - 살롱드림》
- KBS2 《해피선데이 - 스타 패밀리쇼 맘마미아》
- SBS 《강심장》
- JTBC 《스토리 셀러, 당신의 1분》
- MBC every1 《1억원의 러브콜 E.T》
- JTBC 《오! 해피 데이》
- JTBC 《연예 특종》
- KBS2 《백점 만점》
- M.net 《사운드 플렉스》
- KBS N 《휴먼 네트워크 슈퍼주니어의 미라클》
- MBC 《찾아라! 맛있는 TV》
- KBS2 《좋은 사람 소개시켜줘》
- MBC 《일요일 일요일 밤에 - 동안클럽》
- MBC 《에너지》
- MBC 《강력 추천 토요일》
- SBS 《일요일이 좋다 - X맨[41기]》
- KBS2 《해피선데이 - 하이 파이브》
- KBS2 《해피선데이 - 여걸 6》
- XTM 《GO! 수퍼 코리안 3》
- KBS2 《뮤직 뱅크》
- MBC every1 《박경림의 화려한 외출》시즌 1~2
- OBS 《박경림의 살림의 여왕》시즌 1~2
- MBC 《느낌표》 - 〈박경림의 길거리 특강〉
- MBC 《목표달성! 토요일》 - 〈애정만세〉
- MBC 《청춘 시트콤 뉴 논스톱》
- MBC every1 《아이돌 매니저》
- SBS 《박수홍 박경림의 아름다운 밤》
- MBC 《미스터리 음악쇼 복면가왕》 - 나 노래 잘하세요. 금자씨  <참가자>
- 넷플릭스 《비스트마스터: 최강자 서바이벌》
- EBS1 《행복한 교육세상》

### 중도 하차한 작품
- MBC 《세상을 바꾸는 퀴즈》

### 드라마 및 시트콤
- 1998년 SBS 일일시트콤 《순풍산부인과》 - 박육심 역
- 2000년 MBC 수목미니시리즈 《진실》 - 정은실 역
- 2000년 KBS 2TV 일일시트콤 《멋진 친구들》
- 2000년 ~ 2002년 MBC 청춘시트콤 《뉴 논스톱》 - 박경림 역
- 2002년 SBS 특별기획 《라이벌》 - 고은세 역
- 2005년 SBS 주간시트콤 《귀엽거나 미치거나》
- 2009년 MBC 일일시트콤 《지붕뚫고 하이킥!》 (카메오)
- 2011년 SBS 금요드라마 《더 뮤지컬》 - 사복자 역
- 2016년 MBC 월화드라마 《캐리어를 끄는 여자》 (특별출연)
- 2021년 KBS 2TV 금요드라마 《이미테이션》 - '시사피플' MC 역 (특별출연)
- 2023년 SBS 금토드라마 《7인의 탈출》 - 기자회견 사회자 역 (특별출연)

### 영화
- 2000년 《공포 택시》
- 2002년 《재밌는 영화》
- 2003년 《오! 해피데이》
- 2021년 《인질》 - (우정출연)

### 라디오
- KBS 제2FM 《박수홍, 박경림의 FM 인기 가요》_2001년 - 2002년
- MBC 표준FM 《박경림의 심심타파》_2005년 4월 - 2007년 10월
- MBC 표준FM 《박경림의 별이 빛나는 밤에》_2008년 4월 - 2011년 5월
- MBC FM4U 《두시의 데이트 박경림입니다》_2013년 6월 - 2016년 9월

### 뮤직비디오
- 1998년 이문세 - 〈Solo예찬〉
- 1999년 일기예보 - 〈Beautiful Girl〉
- 2002년 이기찬 - 〈고백하는 날〉
- 2005년 캔 - 〈나는 달린다〉
- 2005년 김장훈 - 〈My Profile〉

### 광고
- 1998년 오리온 이츠
- 1999년 빙그레 초코싸만코&왕붕어싸만코 (박명수와 함께 출연)
- 1999년 빙그레 붕어싸만코[3]
- 2000년 해태음료 참모과
- 2001년 잉스화장품 내추럴상황골드에센스
- 2001년 삼성전자 마이젯 (김태희와 함께 출연)
- 2001년 명인제약 메이킨
- 2001년 손오공 리얼핑퐁
- 2001년 테크노마트
- 2007년 에누리닷컴
- 2008년 ~ 2009년 IBK기업은행

## 연예/방송 외 활동

### 책
- 박경림의 만화 수필 《네모천사 경림이》(2001년) ISBN 89-952353-0-6
- 박경림 영어 성공기 (2004년) ISBN 89-7041-891-1
- 박경림의 사람 (2008년) ISBN 978-89-01-08223-3
- 엄마의 꿈 (박경림이 만난 꿈꾸는 엄마들, 2014년) ISBN 978-89-54-63413-7

### 음반 및 뮤지컬
- 박고테(박경림 고속도로 테이프 만들기) 프로젝트 (2002년, with 박수홍)
- 뮤지컬 - 헤어 스프레이 (2009년)

## 수상 및 후보
- 제37회 백상예술대상 TV부문 여자예능상
- 2001 MBC 방송연예대상 대상
- 2001 KBS 라디오 연기대상 라디오 MC상
- 2002 골든 디스크 어워즈 특별상
- 2003 청호나이스 선정 스타 선행 대상
- 2006 MBC 연기대상 라디오 부문 우수상
- 2012 행복나눔인 보건복지부 장관상
- 2021 브랜드 고객충성도 대상 MC 부문